# Girolamo Giovinazzo
Girolamo Giovinazzo (ur. 10 września 1968 w Rzymie) – włoski judoka.
Na Igrzyskach Olimpijskich w Atlancie w 1996 zdobył srebrny medal w wadze ekstralekkiej (do 60 kg). cztery lata później w Sydney wywalczył brąz w wadze półlekkiej (do 66 kg; ex aequo z Gruzinem Giorgim Wazagaszwilim). Ma w swoim dorobku również sześć medali mistrzostw Europy: złoty (Gdańsk 1994), srebrny (Bratysława 1999) i cztery brązowe (Birmingham 1995, Haga 1996, Ostenda 1997 oraz Wrocław 2000). Czterokrotnie zostawał medalistą Igrzysk śródziemnomorskich – trzy razy złotym (Ateny 1991, Langwedocja-Roussillon 1993, Bari 1997) i jeden raz brązowym (Latakia 1987). W 1999 w Zagrzebiu zwyciężył na światowych wojskowych igrzyskach sportowych. Do jego osiągnięć należą również: trzy medale mistrzostw świata wojskowych – dwa złote (1992, 1994) i brązowy (1989), a także trzy brązowe medale drużynowych mistrzostw Europy (1997, 1998, 1999). Siedmiokrotnie był mistrzem Włoch (1989, 1990, 1992, 1993, 1994, 1995, 1999).